# 富民街道 (长春市)
富民街道，是中华人民共和国吉林省长春市绿园区下辖的一个乡镇级行政单位。2020年7月，增设富民街道，区划代码为220106010。新设立的富民街道，辖区范围东起西湖大路、兴安路、明达路沿线，西至富锋村、前程村界，南至京哈铁路线，北至西新镇，辖富民、腾飞、安民、荣盛、通达、兴顺、明达7个社区和西新、日新、繁荣、东山、东岗5个村及小开元屯。